# Глебович-Полонский, Иван Брунович
Иван Брунович Глебович-Полонский (1878 — 26 октября (8 ноября) 1916) — русский военный деятель, полковник. Герой Русско-японской войны, участник Первой мировой войны.

## Биография
В 1886 году вступил в службу после окончания Николаевского кадетского корпуса. В 1897 году после окончания Константиновского артиллерийского училища выпущен подпоручиком в Отдельный Забайкальский артиллерийский дивизион. В 1901 году произведён в поручики.
С 1904 года участник Русско-японской войны в составе 4-й Восточно-Сибирской артиллерийской бригады гарнизона крепости Порт-Артур, был ранен и контужен. За боевые отличия в этой войне был награждён чином штабс-капитана и рядом боевых орденов в том числе 24 октября 1904 года Орденом Святого Георгия 4-й степени и 20 мая 1907 года Золотым оружием «За храбрость».
В 1909 году произведён в капитаны, в 1912 году в подполковники — командир 3-й батареи Кавказской гренадерской артиллерийской бригады. С 1914 года участник Первой мировой войны в составе своей батареи. В 1915 году за боевые отличия произведён в полковники, с 1916 года командир 2-го дивизиона Кавказской гренадерской артиллерийской бригады. Высочайшим приказом от 9 ноября 1916 года исключён из списков умершим.
Похоронен на Митрофаниевском кладбище.

## Награды
- Орден Святого Станислава 2-й степени с мечами (ВП 1904)
- Орден Святого Георгия 4-й степени (ВП 24.10.1904)
- Орден Святого Станислава 3-й степени с мечами и бантом (ВП 1905)
- Орден Святой Анны 3-й степени с мечами и бантом (ВП 1905)
- Орден Святой Анны 4-й степени «За храбрость» (ВП 1905)
- Золотое оружие «За храбрость» (ВП 20.05.1907)
- Орден Святого Владимира 4-й степени с мечами и бантом (ВП 1913; ВП 28.06.1915)
- Орден Святого Владимира 3-й степени с мечами (ВП 29.09.1915)
- Высочайшие благоволения (ВП 25.12.1915; ВП 07.05.1916)